# Turn Back (album)
Turn Back – trzeci album studyjny amerykańskiej grupy Toto, wydany w 1981 roku. Pomimo że odniósł sukces i cieszył się dużą popularnością w Japonii, album był komercyjnym niezadowoleniem, sprzedanym w zaledwie 900 000 kopiach na całym świecie.
Krótko po jego wydaniu grupa straciła kontrakt z Columbia Records, ale odzyskała go w 1982, wraz z wydaniem Toto IV.

## Lista utworów
1. "Gift with a Golden Gun" (David Paich/Bobby Kimball) – 4:00
2. "English Eyes" (David Paich/Bobby Kimball/Jeff Porcaro/Steve Porcaro) – 6:11
3. "Live for Today" (Steve Lukather) – 4:00
4. "A Million Miles Away" (David Paich) – 4:26
5. "Goodbye Elenore" (David Paich) – 4:52
6. "I Think I Could Stand You Forever" (David Paich) – 5:25
7. "Turn Back" (Bobby Kimball/Steve Lukather) – 3:58
8. "If It's the Last Night" (David Paich) – 4:28

## Personel
- David Hungate: gitara basowa, gitara akustyczna ("I Think I Could Stand You Forever")
- Bobby Kimball: wokal prowadzący, wokal wspierający
- Steve Lukather: gitara, wokal prowadzący, wokal wspierający
- David Paich: instrumenty klawiszowe, wokal wspierający
- Jeff Porcaro: perkusja, instrumenty perkusyjne
- Steve Porcaro: instrumenty klawiszowe, elektronika

## Single
- Goodbye Elenore / Turn Back
- If It's the Last Night / Turn Back
- Live for today / A Million miles away (wydany w Japonii)